# Горњоградска синагога у Осијеку
Горњоградска синагога у Осијеку позната и као Велика осјечка синагога  један је од  најрепрезентативнији пример синагогалне градње у Славонији, и једна  од тридесетак синагога сазиданих током 19. века у тадашњој држави Краљевина Хрватска и Славонија (мађ. Horvát-Szlavónia Királyság, нем. Königreich Kroatien und Slawonien) која је била номинално аутономна краљевина унутар Краљевине Угарске у саставу Аустроугарске монархије. Тада је синагога  припадала Земљама круне Светог Стефана, односно мађарском делу Монархије, у којем је поглавар дома Хабсбурговаца владао као краљ.

## Историја
Претпоставља се да је у античкој Мурси (данашњем Осијеку) постојао јеврејски молитвени дом  (у периоду 2. или 3. века). Први Јевреји који су се масовније населили у Осијеку забележени су 1746. године на подручју Доњег града.
Савремена јеврејска заједница (заједно са загребачком општином, најбројнијом у Хрватској) у Осијеку је основана на Горњем граду између 1845. и 1848. године, а њена правила су потврђена 30. децембра 1849. година.  Нешто млађа јеврејска заједница у Доњем граду основана је 1862.  године Није познато где је имала своју прву синагогу.
Прва богомоља у Осијеку била је  у кући у Школској Улица 399, касније улица Немецка 393 (данас Пејачевићева улица).
Велика горњоградска синагога са две куле саграђена је 1869. године у Жупанијској улици (девастирана и запаљена 1941. године од стране нацист а потпуно срушен 1950.).
С краја 19. и с почетка 20. века у Хрватској и Славонији било је 27 јеврејских општина, а највеће су биле у Загребу и Осијеку, које су имале по 2.000  ерника (4% становништва Загреба и 8% становништва Осијека).
У 14 општина било је преко 200 људи. Једанаест општина имало је своје рабине, а у осталим су били рабински изасланици. Постојале су четири јеврејске школе, у Загребу, Осијеку, Земуну и Вуковару. Већа заједница је била напредна (само две су биле ортодоксне), па су у својим синагогама имале органе.
На подручју Хрватске и Славоније у првим годинама 20. века Јевреји су били присутни у свим занимањима, чак и у пољопривреди, што је била реткост у другим европским регионима. Међутим, углавном су се бавили трговином на велико и мало. Јеврејски индустријалци управљали су већином дрвне индустрије. Од 200 правника, тридесет су били Јевреји. Поред тога, било је и десет судија. Педесет јеврејских лекара имало је своју приватну ординацију. У интелектуалном пољу била је важна Удруга јеврејске омладине у Загребу, основана 1899. године, која је проучавала историју и науку. Према подацима из 1910. године, у Хрватској и Славонији:
- 48,64% свих Јевреја бавило се трговином,
- 25,95% индустријом и занатством,
- 4,12% транспортом,
- 6,46% слободним занимањима,
- 2,45% јавном службом.

## Архитектонске карактике
Горњоградска синагога, изграђена је 1869. године, према пројекту архитекта Теодора Стерна, док је градњу надзирао Алојз Фламбах. Према сачуваном Стреновом пројекту уз синагогу је планирана и градња јеврејске школе, али она је остала нереализована. Осијечка синагога саграђена је као засебна грађевина с великим вртом. Припада Westwerk стилу синагога којег карактерише постојање два торња на западу. Синагога није повучена у дубину парцеле, како је то било по аустоугарским прописима него су торњеви изграђени уз градски плочник. У време градње представљала је највишу грађевину  јер је у елевацији надвисила све објекте у оновременом Осијеку.
Ова грађевина се тродијелним прочељем и масивним торњевима по изгледу блиска је  архитектонским облицима често примењиваним  у градњи католичких црква. Иако, синагога делује попут цркве само на први поглед (јер главна фасада поседује готове све црквене атрибуте, попут два торња, забата и розете), синагогални изглед јој даја специфична октогонална тамбура торњева са луковичастим завршетцима. Синагога је обликована у комбинацији Рундбоген стила с елементима неороманике и неомаурских форми. На прочељу су истакнути полихромирани детаљи изведени од теракоте.
Лонгитудинални ентеријер дели молитвени дом у две етаже. У горњој су етажи (по дужини) изграђена је галерије за жене. Ентеријер је украшен геометријским осликом. Арон хакодеш циборијскога типа смештен је у апсиди. 

## Епилог
Горњоградска синагога је спаљена на Почетку Другог светског рата од стане усташког покрета у априлу 1941. године, а потпуно је срушена девет година касније, (1950 године). На њеном месту саграђена је стамбена зграда.